# 全日空機爆破未遂事件
全日空機爆破未遂事件（ぜんにくうきばくはみすいじけん）は、日本国内の民間旅客機で発生した事件である。犯人の動機は自殺と生命保険金詐取が目的であるといわれているが、被疑者死亡のため不明である。

## 事件概要
1959年1月2日、大分空港（大分市にあった旧空港）を午後2時43分に出発し岩国空港を経由し大阪に向かうフライトプランであった全日空64便DC-3（機体記号：JA5025、1944年製造）は順調に岩国へ向って飛行していた。
岩国空港へ着陸するために降下中であった山口県柳井市沖の瀬戸内海笠佐島付近の上空1,000 mで、副操縦士が機体後部のドアが開いたと怒鳴り、客室乗務員から「乗客が飛び降り、ドアが開いたままです」との連絡を受けた。機長は旋回して落ちた乗客を確認するために海面を捜索したが、そのまま行方不明となったという説がある。
飛行中のためドアを閉めることが出来ず、また開いたままのドアは降機用階段を兼ねていたため、下部ヒンジ（蝶番）で僅かに繋がっていた。そのため、仮にドアが空中で外れた場合には尾翼に直撃し破損させ、操縦不能になり墜落する危険があった。そのため機長は副操縦士に客室の警戒を指示し、ドアが外れないようにギリギリまで減速し主扉を開けたまま岩国へ緊急着陸した。ドアは最後まで機体から外れなかった。
飛び降りた乗客は大分県在住の31歳の菓子商の男性で、前年に結婚した19歳の妻と新婚旅行のため広島県宮島へ向かう途中であった。客室乗務員は男性に頼まれた水を汲みに行くためギャレーへ行った隙の出来事であった。
事故後機体を調査したところ、機体後部のトイレ便器が破壊されており、不発ダイナマイト25本が発見された。また男性の妻は睡眠薬を飲まされており、飛び降りたことに気付いていなかった。

## 事件の背景
男性が行方不明（死亡したものと思われる）のため、事件の背景は一切不明である。そのため捜査当局は妻に睡眠薬を飲ませて殺害しようとした上、旅客機を航空事故に見せ掛けて爆破しようとして、点火したところ雷管のみ破裂し不発に終わったため、男性は飛び降り自殺したものと断定された。
また男性は他者に工事現場からダイナマイトを盗ませたこと（この窃盗事件では2名が逮捕された）、夫婦には保険金200万円が掛けられていたこと、そして目的地宮島にいるはずの親類が存在しなかったことから、最初から用意周到に計画された犯行であったとされた。但し、動機については不明のままである。
なお、この事件は様々な幸運が重なったため最悪の事態から避けられたといえる。ダイナマイトが不発であったこともあるが、DC-3が非与圧旧式機であったため、ドアより機外へ人間が吸い出されなかったこと、そして乗員の適切な判断で被疑者以外は生還出来たといえる。そのため運輸省航空局は、機長、副操縦士、客室乗務員の措置に対して、航空局長表彰を行った。
また現在なら、このような爆発物を持ち込ませたことに対して空港や航空会社の責任が追及されるはずだが、当時は航空テロの危険性が日本を始め多くの国で認知されていなかったため、そもそも持ち物検査は空港では実施されておらず、強いていえばなぜ男性がドアを開けることが出来たかであるが、男性が一番後ろの座席に座っており、客室乗務員が閉めるのを見ていたものとされた。そのため運輸省は事件に対して航空会社に一切の責任はないとした。